# آني بيل روبنسون ديفين
آني بيل روبنسون ديفين (بالإنجليزية: Annie Bell Robinson Devine)‏ هي ناشِطة أمريكية، ولدت في 1912، وتوفيت في 2000.